# Sciurus nayaritensis
Sciurus nayaritensis е вид бозайник от семейство Катерицови (Sciuridae).

## Разпространение
Видът е разпространен в Мексико и САЩ (Аризона).